# Sessi d'Almeida
Sessi d'Almeida, né le 20 novembre 1995 à Bordeaux, est un footballeur international béninois qui joue au poste de milieu défensif au Neftçi PFK.

## Biographie

### Formation
Sessi d'Almeida, né à Bordeaux, commence le football dans le club de son quartier, l’Amicale Laïque Dupaty. Il joue ensuite à l'Union sportive bouscataise au Bouscat, où il est repéré par Claude Petyt, alors responsable de l’école de football des Girondins de Bordeaux. Il rentre ainsi dans le club phare de la région en 2005. Il quitte ce dernier pour rejoindre les Écureuils Mérignac Arlac lors de la saison 2008-2009, avant de revenir aux Girondins la saison suivante, dans l'équipe des moins de 17 ans, pour y finir sa formation.
Avec l'équipe des moins de 19 ans du club, il remporte la Coupe Gambardella en 2013.

### Débuts dans le monde professionnel
Dès la saison suivante, alors qu'il joue avec l'équipe réserve du club, il est titulaire lors d'un match de phase de poule de la Ligue Europa 2013-2014, le club étant déjà mathématiquement éliminé de la compétition avant même de disputer le match face au Maccabi Tel-Aviv. Les Girondins perdent 1-0.
Le 23 août 2014, il dispute son premier match de Ligue 1 face à l'OGC Nice. Il joue également quelques minutes face à cette même équipe le 16 janvier 2015.
Après une saison 2014-2015 majoritairement passée avec la réserve, de laquelle il est parfois capitaine, il n'est pas conservé par les Girondins au mercato estival.

### Signature au PSG et premières sélections en équipe nationale
Grand espoir du football béninois, Sessi d'Almeida joue son premier match avec les Écureuils le 14 juin 2015 face à la Guinée équatoriale, à l'occasion des qualifications à la Coupe d'Afrique des nations 2017.
En juillet 2015, il s'engage en faveur du Paris Saint-Germain,.

### Parcours en Angleterre
En fin de contrat, il n'est pas conservé par le Paris Saint-Germain. À la suite de cela, il obtient un essai avec le club anglais de Barnsley qui évolue en Championship, championnat de deuxième niveau national. Lors de la préparation estivale il prend part aux matchs amicaux de pré-saison durant lesquels il se démarque, notamment lors de la rencontre face à Hull City. Grâce à ses bonnes performances il décroche un contrat de deux saisons.
Le 13 juillet 2018, il rejoint le Yeovil Town FC.

### Pau FC
Le 21 juin 2022, il s'engage pour deux saisons en faveur du Pau FC.
Sessi d'Almeida publie l’ouvrage Footballeur et investisseur en septembre 2022. En Béarn, d'Almeida s'affirme comme un joueur cadre de Didier Tholot lors de la saison 2022-2023.
À la suite du départ de Tholot au FC Sion, c'est Nicolas Usaï  qui prend les rênes du club lors de sa seconde saison à Pau. Joueur de collectif à l'état d'esprit irréprochable, il inscrit son premier but sous le maillot des Maynats au Stade Geoffroy-Guichard face à l'Association sportive de Saint-Étienne. Ce but permet au Pau FC de s'imposer grâce à sa magnifique reprise de volée.

### Apollon Limassol
En fin de contrat avec le Pau FC, le joueur s'engage officiellement le 8 juillet 2024 avec l'Apollon Limassol, club de première division chypriote jusqu'en 2026.

## Statistiques
| Saison                | Club                      | Championnat           | Championnat | Championnat | Coupe(s) nationale(s) | Coupe(s) nationale(s) | Compétition(s) continentale(s) | Compétition(s) continentale(s) | Compétition(s) continentale(s) | Bénin | Bénin | Total | Total |
| Saison                | Club                      | Division              | M.          | B.          | M.                    | B.                    | Comp.                          | M.                             | B.                             | M.    | B.    | M.    | B.    |
| 2013-2014             | Girondins de Bordeaux     | Ligue 1               | -           | -           | -                     | -                     | C3                             | 1                              | 0                              | -     | -     | 1     | 0     |
| 2014-2015             | Girondins de Bordeaux     | Ligue 1               | 2           | 0           | -                     | -                     | -                              | -                              | -                              | 1     | 0     | 3     | 0     |
| 2015-2016             | Paris Saint-Germain       | Ligue 1               | -           | -           | -                     | -                     | -                              | -                              | -                              | 1     | 0     | 1     | 0     |
| 2016-2017             | Barnsley Football Club    | Championship          | 3           | 0           | -                     | -                     | -                              | -                              | -                              | -     | -     | 3     | 0     |
| 2017-2018             | Blackpool Football Club   | League One            | 23          | 0           | 4                     | 1                     | -                              | -                              | -                              | -     | -     | 27    | 1     |
| 2018-2019             | Yeovil Town Football Club | League Two            | 35          | 1           | 2                     | 0                     | -                              | -                              | -                              | 9     | 1     | 46    | 2     |
| 2019-2020             | Valenciennes FC           | Ligue 2               | 24          | 1           | -                     | -                     | -                              | -                              | -                              | 4     | 0     | 28    | 1     |
| 2020-2021             | Valenciennes FC           | Ligue 2               | 23          | 0           | 3                     | 0                     | -                              | -                              | -                              | 4     | 0     | 30    | 0     |
| 2021-2022             | Valenciennes FC           | Ligue 2               | 8           | 0           | 1                     | 0                     | -                              | -                              | -                              | 2     | 0     | 11    | 0     |
| 2021-2022             | CD Tondela (prêt)         | Primeira Liga         | 8           | 0           | 2                     | 0                     | -                              | -                              | -                              | 3     | 0     | 13    | 0     |
| 2022-2023             | Pau FC                    | Ligue 2               | 33          | 0           | 4                     | 0                     | -                              | -                              | -                              | 1     | 0     | 38    | 0     |
| Total sur la carrière | Total sur la carrière     | Total sur la carrière | 159         | 2           | 16                    | 1                     | -                              | 1                              | 0                              | 25    | 1     | 201   | 4     |

## Palmarès
- Vainqueur de la Coupe Gambardella en 2013 avec les Girondins de Bordeaux

- Quart-de-finale de la Coupe d'Afrique des nations de football 2019 avec l'équipe du Bénin